# Serpusia blanchardi
Serpusia blanchardi är en insektsart som beskrevs av Bolívar, I. 1905. Serpusia blanchardi ingår i släktet Serpusia och familjen gräshoppor. Inga underarter finns listade i Catalogue of Life.